# Christian Dirschauer

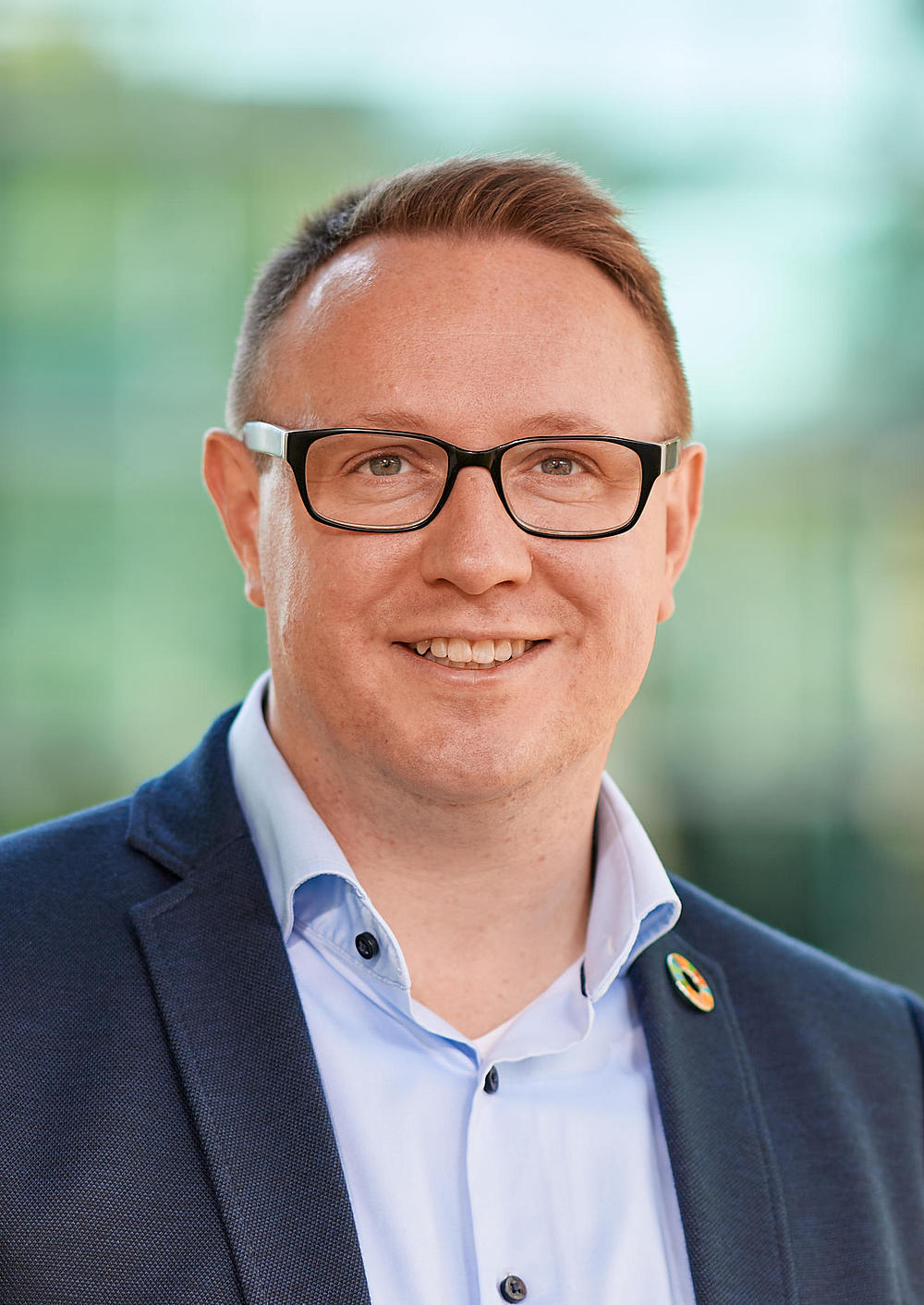
Christian Dirschauer (2021)

Christian Dirschauer (* 13. Mai 1981 in Flensburg) ist ein deutscher Politiker (SSW). Er ist seit 2020 Mitglied im Landtag Schleswig-Holstein und dort seit 2025 Fraktionsvorsitzender der SSW-Fraktion. Seit 2021 ist er zudem Parteivorsitzender des SSW.

## Leben
Dirschauers Herkunftsfamilie gehört zur dänischen Minderheit in Deutschland. Er absolvierte seine Schulausbildung in Flensburg und erlangte 2000 das Abitur. Danach leistete er 2000 einen einjährigen Zivildienst ab. Anschließend studierte er Public Management an der Fachhochschule für Verwaltung und Dienstleistung in Altenholz. 2004 begann er für die Stadt Flensburg zu arbeiten, zunächst in der Allgemeinen Gefahrenabwehr und dann im Jobcenter Flensburg. Ab 2011 war er als Personalrat freigestellt. 2018 wurde er Leiter der Personalabteilung bei der Stadt Flensburg.
Dirschauer ist verheiratet und hat drei Kinder. Er lebt in Kauslund.

## Politik
1997 trat Dirschauer dem SSW bei. Dort war er unter anderem Landesvorsitzender der SSW-Jugend und Vorsitzender des SSW St. Jürgen/Mürwik. Seit dem 23. Oktober 2021 ist er Vorsitzender des SSW, nachdem er zuvor zweiter stellvertretender Landesvorsitzender des SSW war.
2001 trat Dirschauer der Gewerkschaft komba bei, deren Landesvorsitzender er von 2016 bis 2021 war.
Seit dem 3. August 2020 ist Dirschauer Mitglied im Landtag Schleswig-Holstein. Er rückte für Flemming Meyer in den Landtag nach. Er ist Mitglied im Sozial-, Wirtschafts- und Umweltausschuss. Bei der Landtagswahl 2022 zog er über die Landesliste des SSW erneut in den Landtag ein. Anschließend wurde er Parlamentarischer Geschäftsführer der SSW-Fraktion. Sowohl 2017 als auch 2022 kandidierte er im Landtagswahlkreis Flensburg und erreichte dort jeweils das landesweit beste Erststimmenergebnis seiner Partei. Am 7. Januar 2025 wurde Dirschauer als Nachfolger von Lars Harms zum Vorsitzenden der SSW-Fraktion im Landtag gewählt.